# Sint-Andriesziekenhuis

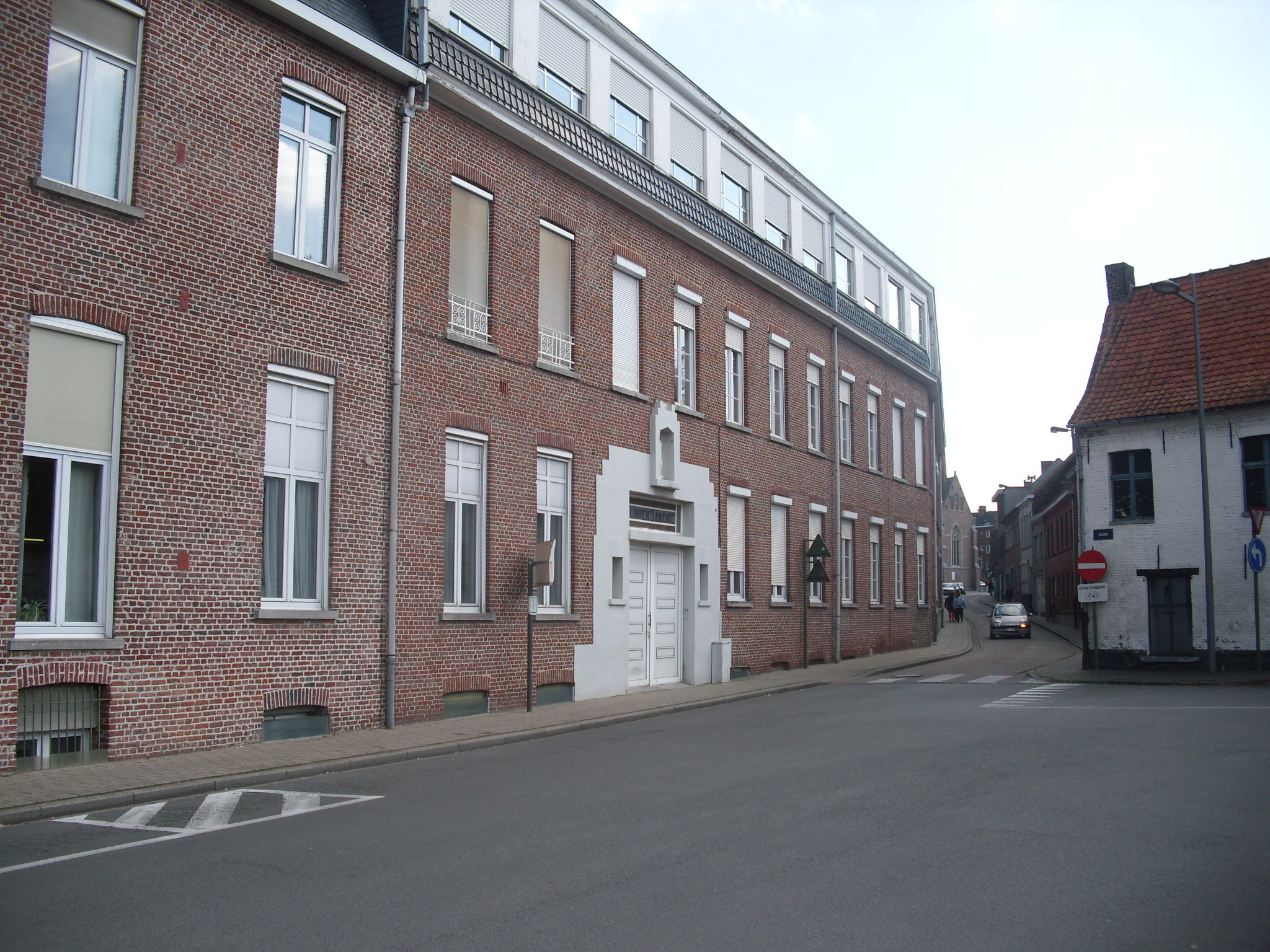
Ingang van het oude Sint-Andriesziekenhuis aan de Krommewalstraat.

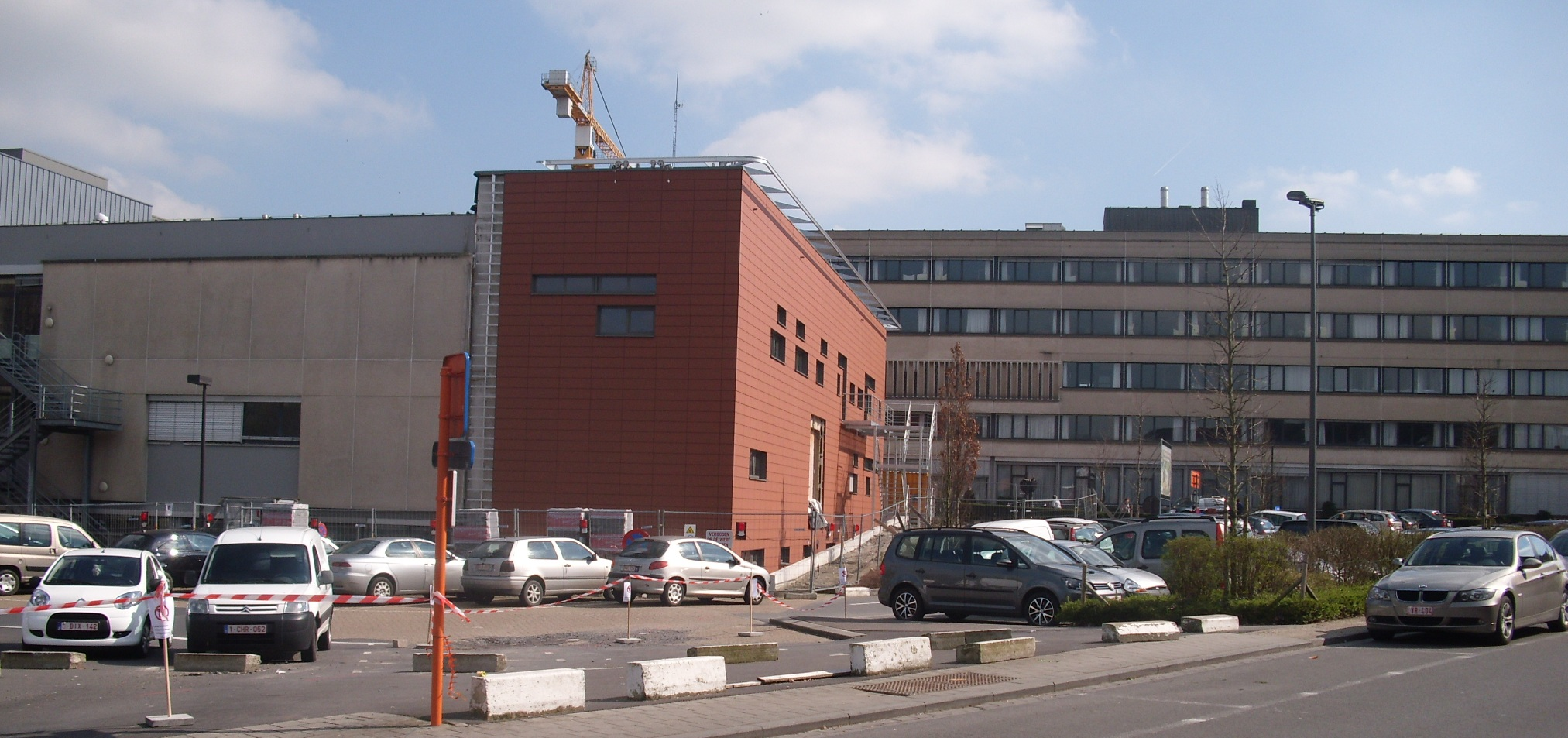
Het huidige ziekenhuis, met links de nieuwbouw uit 2011.

Het Sint-Andriesziekenhuis is een regionaal en algemeen verzorgend katholiek ziekenhuis gevestigd in de Belgische stad Tielt.

## Sinds 1924
De eerste vestiging van het ziekenhuis was gelegen in de Krommewalstraat. Aanvankelijk was er sinds 1838 in de gebouwen een onderwijsinstelling ondergebracht. Het waren de gezusters Melanie (1813-1892), Rosalie, Virginie en Henriette Van Biervliet uit Izegem die het in 1829 gestichte meisjespensionaat Saint-Marie in 1838 overbrachten van de Hoogstraat naar de Krommewalstraat. Het werd vanaf 1920 de bakermat van het huidige Sint-Andriesziekenhuis. Toen werd de instelling verkocht aan de "Association des Soeurs de Sainte Marie de la Présentation", om er naast verzorging van bejaarden en gehandicapten (vanaf 1924) een ziekenafdeling in te richten.
Aanvankelijk was de medische leiding in handen van enkele chirurgen uit Gent en Kortrijk. Vanaf 1930 kwam de verzorging en uitbouw van de kliniek in handen van Henri Colle (1899-1971), zoon van de Tieltse burgemeester René Colle (1873-1957). Henry Colle was sinds 1926 doctor in de genees-, heel- en verloskunde en kwam zich na zijn studies in Tielt vestigen.

## Fusie
In 1966 werd het ziekenhuis overgedragen aan de Congregatie van de Zusters van het Geloof. Die was al eigenaar van de materniteit Ave Maria sinds 1938, dat gevestigd was in de nabijgelegen Peperstraat. Bij de fusie werd ook de Sint-Lucaskliniek uit de Beernegemstraat betrokken, waarvan de congregatie al eigenaar was sinds 1954.
De diensten werden gecentraliseerd na de ingebruikname van het nieuwe ziekenhuis in 1980. Het is gelegen tussen de oude gebouwen en de Ringlaan. Daar startten in 2009 de werken voor een gevoelige uitbreiding.
Het "Woon- en Zorgcentrum Sint-Andries" is ondergebracht op de voormalige campus aan de Krommewalstraat. Het biedt plaats aan 63 bewoners.

## Kerncijfers 2023
- Bedden: 287 (+ 36 plaatsen voor daghospitalisatie voor chirurgie, inwendige, oncologie en geriatrie)
- Geneesheren: 130
- Personeelsleden: 850
- Opgenomen patiënten: 10.610
- Dagopnames: 24.764
- Consultaties: 118.562
- Ligdagen: 67.476
- Bevallingen: 565
- Operaties: 13.572